# Caloxiphus atrosignatus
Caloxiphus atrosignatus är en insektsart som beskrevs av Max Beier 1962. Caloxiphus atrosignatus ingår i släktet Caloxiphus och familjen vårtbitare. Inga underarter finns listade i Catalogue of Life.